# AD Fafe
AD Fafe, Associação Desportiva de Fafe – portugalski klub piłkarski grający w sezonie 2024/2025 w Lidze 3 (III poziom rozgrywkowy), mający siedzibę w mieście Fafe.

## Historia
Klub został założony w 1958 roku. W sezonie 1987/1988 osiągnął swój największy sukces, gdy wywalczył awans do Primeira Liga. W pierwszej lidze portugalskiej grał jedynie przez jeden sezon. Zajął 16. miejsce i spadł do Segunda Liga. AD Fafe dwukrotnie grał w półfinale Pucharu Portugalii. W sezonie 1976/1977 odpadł po porażce 0:3 z FC Porto, a w sezonie 1978/1979 po porażce 0:1 ze Sportingiem.

## Sukcesy
- Terceira Divisão

mistrzostwo (1): 1995/1996

## Historia występów w pierwszej lidze
| Sezon     | Pozycja      | M  | Pkt. | Z | R  | P  | GZ | GS |
| --------- | ------------ | -- | ---- | - | -- | -- | -- | -- |
| 1988/1989 | 16. (spadek) | 38 | 32   | 9 | 14 | 15 | 29 | 47 |

## Stadion
Domowe mecze klub rozgrywa na stadionie o nazwie Estádio Municipal w Fafe, który może pomieścić 4000 widzów.

## Reprezentanci kraju grający w klubie
Stan na maj 2016.
| - Alex - Rui Costa - Costeado - Daniel Augusto Dias - José Dominguez - Manuel Duarte | - Jacinto João - Nelo - António Nogueira - Żiwko Gospodinow - Gilberto Adul Seidi - Lito |